# Lou Boudreau
Pour les articles homonymes, voir Boudreau.
Louis Boudreau, né le 17 juillet 1917 à Harvey (Illinois) et décédé le 10 août 2001, est un joueur de baseball de la Ligue majeure de baseball qui joue notamment pour les Indians de Cleveland entre 1938 et 1950. Cet arrêt-court devient gérant dans la ligue majeure après sa carrière de joueur.

## Carrière
Son père était d'origine canadienne-française et sa mère d´origine juive. Il porte les couleurs des Fighting Illini de l'Illinois durant sa carrière universitaire. Il est alors capitaine des équipes de baseball et de basket-ball des Fighting Illini quand il signe un contrat avec les Indians. Cette signature intervient alors qu'il était encore étudiant l'a rendu inéligible à poursuivre la pratique du sport universitaire, mais ne l'a pas empêché pas d'être diplômé. 
Il rejoint les Indians de Cleveland en 1938 et joue également en professionnel au basket-ball avec les Hammond Ciesar All-Americans dans la National Basketball League. C'est toutefois en baseball qu'il fait durablement carrière. 
Aligné en Ligue majeure par les Indians dès le 9 septembre 1938, il devient titulaire en 1940 après passé la moitié de la saison 1939 en Triple-A avec les Bisons de Buffalo. Il est joueur-manager des Indians à partir de 1942 ; il n'a alors que 24 ans. Le propriétaire Bill Veeck tente de le remplacer en 1946, mais la réaction des fans l'en empêche. Deux ans plus tard, Boudreau signe sa meilleure saison comme joueur et comme manager en propulsant les Indians en séries mondiales grâce à deux coups de circuit frappés lors du match de barrage joué contre les  Red Sox de Boston. 
Sélectionné huit fois pour le Match des étoiles (1940 à 1945, puis 1947 et 1948), et désigné meilleur joueur de la ligue américaine en 1948, il est élu au Temple de la renommée du baseball en 1970.
Après ses carrières de joueur et de gérant, il se transforme en commentateur de matches avec un beau succès.